# أليوت لورانس
أليوت لورانس (بالإنجليزية: Elliot Lawrence)‏ هو مؤلف موسيقى تصويرية وعازف بيانو وملحن أمريكي، ولد في 14 فبراير 1925 في فيلادلفيا في الولايات المتحدة.